# ديفيد مايكل بارتلي
ديفيد مايكل بارتلي هو سياسي أمريكي، ولد في 9 فبراير 1935. نشط حزبياً في الحزب الديمقراطي. وقد انتخب عضو مجلس نواب ماساتشوستس ‏.